# Anredera
Anredera es un género con 12 especies de plantas con flores perteneciente a la familia Basellaceae nativas del Neotrópico, la mayoría son trepadoras perennes de sotobosques secos y matorrales. 

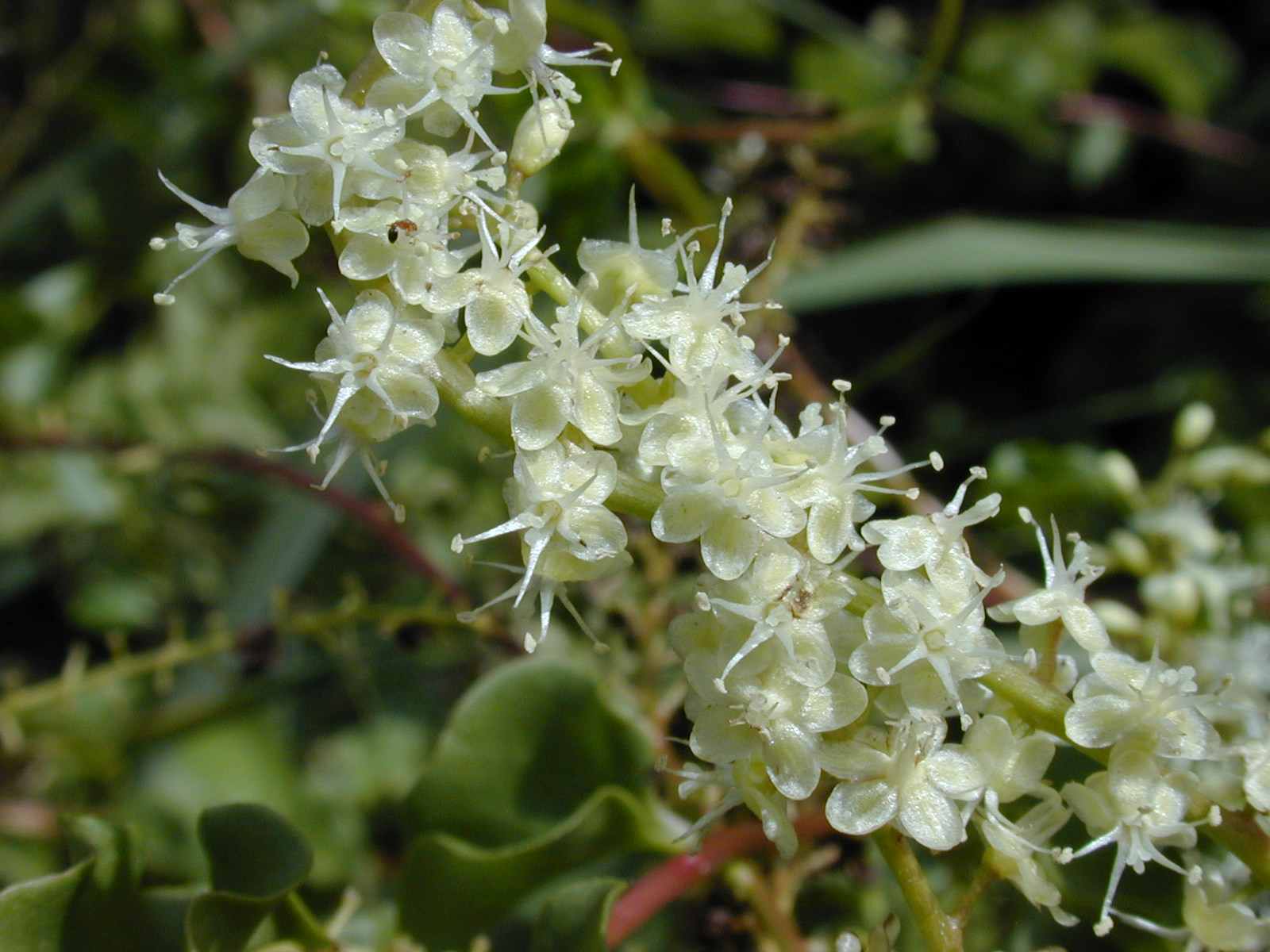
Anredera cordifolia

## Descripción
Tiene tallos suculentos, glabros, frecuentemente matizados de rojo. Hojas pecioladas, elípticas u ovadas; nervadura media ligeramente marcada en el envés, los márgenes enteros o ligeramente serrulados. Inflorescencias espigadas o racemosas, axilares o terminales; bractéolas triangulares o rómbicas. Flores bisexuales o funcionalmente unisexuales, ligeramente carnosas, pediceladas, abiertas o apenas abiertas en la antesis; sépalos ovado-redondeados, anchamente ovados o anchamente elípticos, no carinados o carinados con células mamiformes hacia la base o con una carina ancha desde la base hasta el ápice; pétalos oblongos, ovados o elípticos, libres; estambres erectos o curvados, fusionados a la corola por debajo, libres o fusionados en un tubo estaminal corto, los filamentos anchos hacia la base, delgados en el ápice, las anteras ovado-lineares; ovario globoso; estilos libres o fusionados por = de su longitud con 3 estigmas claviformes o unidos con un estigma capitado, 3-lobado. Fruto con un perianto persistente, seco, los sépalos reflexos o encerrando al fruto.

## Taxonomía
El género fue descrito por Antoine Laurent de Jussieu  y publicado en Genera Plantarum 84. 1789. La especie tipo es: Anredera spicata J.F.Gmel.
Etimología
Anredera: nombre genérico que según Umberto Quattrocchi: "Posiblemente deriva de un nombre personal o derivado de la palabra española enredadera" = "planta trepadora"

## Especies seleccionadas
- Anredera baselloides (Kunth) Baill.
- Anredera cordifolia (Ten.) Steenis
- Anredera marginata (Kunth) Sperling - lutu-yuyu[4]
- Anredera minor (Diels) Soukup
- Anredera spicata J.F.Gmel.
- Anredera tucumanensis (Lillo & Hauman) Sperling
- Anredera vesicaria (Lam.) C.F.Gaertn.  - Sacasile de México[4]

Al menos una de las especies, A. cordifolia tiene raíces comestibles y hojas similares a Basella alba.